# Astragalus trachyacanthus
Astragalus trachyacanthus är en ärtväxtart som beskrevs av Fisch.. Astragalus trachyacanthus ingår i släktet vedlar, och familjen ärtväxter. Inga underarter finns listade i Catalogue of Life.